# Ácido triflidico
El ácido triflídico (nombre IUPAC: tris[(trifluorometil)sulfonil]metano, fórmula abreviada: Tf3CH) es un superácido orgánico. Es uno de los ácidos carbonosos más fuertes conocidos y está entre los ácidos de Brønsted más fuertes en general, con una acidez superada sólo por los ácidos carboranos. En particular, se estima que el ácido triflídico tiene una acidez 104 veces mayor que la del ácido tríflico (pKaaq ~ –14), medida por su constante de disociación ácida. Fue preparado por primera vez en 1987 por Seppelt y Turowsky de la siguiente manera:
(1)  Tf2CH2 + 2 CH3MgBr → Tf2C(MgBr)2 + 2 CH4
(2)  Tf2C(MgBr)2 + TfF → Tf3C(MgBr) + MgBrF
(3)  Tf3C(MgBr) + H2SO4 → Tf3CH + MgBrHSO4
En su forma aniónica, se ha demostrado que las sales lantánidas del ácido triflídico ("triflidas") son ácidos de Lewis más eficientes que los triflatos correspondientes.El anión triflida también se ha empleado como componente aniónico de líquidos iónicos.